# Andretti Racing
Andretti Racing es un videojuego desarrollado por los estudios estadounidenses High Score Productions y Stormfront Studios y publicado por EA Sports para PlayStation y Sega Saturn en 1996, y para Windows en 1997. El título del juego hace referencia a los pilotos de carreras legendarios Mario Andretti y Michael Andretti.

## Jugabilidad
Andretti Racing es un juego de carreras de Stock Car y Fórmula 1. Dependiendo de sus preferencias personales, los jugadores tienen la oportunidad de conducir por pistas circulares al estilo NASCAR o correr a velocidades vertiginosas en un circuito de Indy Car.
Andretti Racing viene con una variedad de opciones que incluyen los modos de juego Carrera de exhibición, Carrera, Versus y Escuela de carreras. La carrera de exhibición es simplemente una carrera única que utiliza cualquier tipo de carrera. Está diseñado no sólo para ahorrar a los jugadores la molestia de comenzar un modo Carrera real, sino también para acostumbrarlos a los distintos controles de carrera.
Además de esta especie de práctica, los nuevos jugadores interesados en dominar o aprender este deporte deben visitar la Escuela de Carreras. Con la ayuda de Mario Andretti, Michael Andretti y Jeff Andretti, Racing School es una serie de videos instructivos que describen el deporte y brindan información privilegiada sobre cómo se combinan los autos individuales de Fórmula 1 y Stock.
Cuando los jugadores están listos para afrontar una temporada completa de carreras, el modo Carrera se les introduce en la combinación de cualquiera de los circuitos de carreras. Después de registrar su nombre y seleccionar el vehículo de su elección, ingresará a una temporada de competencia de diez semanas. La competencia no solo está diseñada y tomada de pilotos de carreras de la vida real, sino que cada oponente presenta una IA realista.
La temporada lleva a los jugadores a través de ubicaciones como Calder Park Thunderdome, Vallejo Speedway, Grand Rapids Motorsports Complex y Oceanside International Raceway; los horarios y ubicaciones de las pistas difieren según los tipos de carreras. Cada pista se diferencia a su manera (distancias, vueltas) y requiere práctica y habilidad para aprender y memorizar.
Andretti Racing permite a los jugadores personalizar las transmisiones de los automóviles, seleccionar entre una variedad de neumáticos, incluidos blandos y lisos, ajustar el alerón delantero/trasero y las velocidades de carga aerodinámica, y cambiar las relaciones de transmisión. Al personalizar su vehículo para lograr un rendimiento óptimo, tendrá un mejor control y, en consecuencia, terminar más arriba en la tabla de clasificación.
Además, Andretti Racing presenta el modo de pantalla dividida con compatibilidad con cable de enlace con el cual hasta cuatro jugadores pueden jugar a través de dos consolas. También viene con una variedad de opciones de daño, control y cámara en el juego.

## Recepción
| Críticas Publicación Calificación Saturn PS PC Computer Games Strategy Plus N/A N/A [ 5 ] Computer Gaming World N/A N/A [ 6 ] Edge N/A 7/10 [ 7 ] N/A Electronic Gaming Monthly 8.75/10 [ 8 ] 7.75/10 [ 9 ] N/A Famitsu N/A 22/40 [ 10 ] N/A Game Informer 8.75/10 [ 11 ] 8.75/10 [ 12 ] N/A Game Revolution N/A B+ [ 13 ] N/A GameSpot N/A 6.6/10 [ 14 ] 7.3/10 [ 15 ] IGN 8/10 [ 16 ] 8/10 [ 17 ] N/A PC Gamer EEUU N/A N/A 84% [ 18 ] PC Zone N/A N/A 73% [ 19 ] Sega Saturn Magazine 83% [ 20 ] N/A N/A |              |              |              |
| Críticas |              |              |              |
| Publicación | Calificación | Calificación | Calificación |
| Publicación | Saturn       | PS           | PC           |
| Computer Games Strategy Plus | N/A          | N/A          | [ 5 ]        |
| Computer Gaming World | N/A          | N/A          | [ 6 ]        |
| Edge | N/A          | 7/10         | N/A          |
| Electronic Gaming Monthly | 8.75/10      | 7.75/10      | N/A          |
| Famitsu | N/A          | 22/40        | N/A          |
| Game Informer | 8.75/10      | 8.75/10      | N/A          |
| Game Revolution | N/A          | B+           | N/A          |
| GameSpot | N/A          | 6.6/10       | 7.3/10       |
| IGN | 8/10         | 8/10         | N/A          |
| PC Gamer EEUU | N/A          | N/A          | 84%          |
| PC Zone | N/A          | N/A          | 73%          |
| Sega Saturn Magazine | 83%          | N/A          | N/A          |

Las versiones para PC y Saturn recibieron críticas favorables, mientras que la versión para PlayStation recibió críticas mixtas. Game Informer le dio a la versión de PlayStation una crítica muy favorable, unos dos meses antes de su lanzamiento en Estados Unidos. En Japón, donde Electronic Arts Victor portó y publicó la misma versión de PlayStation el 28 de marzo de 1997, Famitsu le dio una puntuación de 22 sobre 40.
Al revisar la versión de PlayStation en una revisión inicial, los dos críticos deportivos de Electronic Gaming Monthly elogiaron las carreras precisas, la compatibilidad con cuatro jugadores, la animación y los controles. Air Hendrix escribió en GamePro que los gráficos están por debajo del promedio para PlayStation y que el juego carece de una buena sensación de velocidad, pero los controles sobresalientes y "un juego adictivo, profundo y agradable que desafía mucho más que tu "Las habilidades de dirección de contracción" superan estos defectos. Un crítico de Next Generation estaba más satisfecho con los gráficos, comentando que "Andretti Racing no coincide con la riqueza y el detalle de la Formula 1 de Psygnosis, pero puede considerarse uno de los juegos de carreras más atractivos de los últimos tiempos. Una desafiante IA por computadora, un sistema de control bien equilibrado y un modo de pantalla dividida para dos jugadores completan este profundo título. ". También lo elogió por tener muchas más pistas y valor de repetición que los ports arcade que entonces eran el elemento básico de los juegos de carreras de consola.
Johnny Ballgame de GamePro comparó los gráficos de la versión de Saturn desfavorablemente tanto con la versión de PlayStation como con el corredor de Saturn contemporáneo Daytona USA: Championship Circuit Edition, pero descubrió que los controles receptivos, la amplia selección de Las pistas, numerosas funciones y sonidos realistas hicieron que el juego fuera extremadamente divertido. Y concluyó: "Los propietarios de Saturn que quieran comprar un juego de carreras este año, no busquen más". Lee Nutter de Sega Saturn Magazine también encontró impresionante la gran cantidad de pistas y características, pero describió los diseños de las pistas como "aburridos e indistinguibles entre sí". Además, criticó la débil sensación de velocidad, los fallos gráficos ocasionales, la falta de detalles en los coches y la mala conversión PAL, y concluyó que "Andretti Racing sigue siendo muy jugable con las diversas opciones y la gran cantidad de pistas que proporcionan una experiencia muy Es un desafío largo, pero parece ser una victoria de la cantidad sobre la calidad". Los críticos deportivos de Electronic Gaming Monthly encontraron que los gráficos de la versión Saturn no eran excepcionales pero sólidos, y elogiaron mucho las numerosas opciones, licencias, controles receptivos y realismo general. Dean Hager llegó incluso a llamarlo "la mejor simulación de carreras de 32 bits real del mercado".
Next Generation dijo sobre la versión para PC: "Si buscas un realismo estricto, quédate con la línea de corredores Papyrus. De lo contrario, Andretti Racing es una buena opción. "Un juego de carreras diseñado y extremadamente divertido que bordea la línea entre arcade y simulación".
La misma versión para PC fue nominada al premio "Mejor juego de simulación" en los premios CNET Gamecenter de 1997, que fue para Jane's Longbow 2.
El juego vendió más de 200,000 copias.